# 8742 Bonazzoli
8742 Bonazzoli (1998 CB2) là một tiểu hành tinh vành đai chính được phát hiện ngày 14 tháng 2 năm 1998 bởi V. S. Casulli ở Colleverde di Guidonia.